# Darevskia unisexualis
Darevskia unisexualis är en ödleart som beskrevs av  Ilya Sergeevich Darevsky 1966. Darevskia unisexualis ingår i släktet Darevskia och familjen lacertider. IUCN kategoriserar arten globalt som nära hotad. Inga underarter finns listade i Catalogue of Life.